# Herbert Grönemeyer
Herbert Grönemeyer (Göttingen, 1956. április 12. –) német zenész, színész.
1984-es, ötödik stúdióalbuma óta minden egyes lemezével sikerült a német slágerlisták élére ugrania.[forrás?]

## Élete
Göttingen városában született, de négy hónapos korában Bochumba költözött a család. Grönemeyer gyermekkorában zongorázni tanult és az iskolai kórusban énekelt.
A bochumi színházban énekesként fellépési lehetőséget kapott, később pedig színdarabokban is felléphetett.
1975-ös érettségi vizsgáját követően zene- és jogtudományi tanulmányokat folytatott.
Bár színművészeti tanulmányokat sosem folytatott, 1977-től kezdve számos tévéfilmben kapott szerepet. Leghíresebb alakítása Wolfgang Petersen A tengeralattjáró (Das Boot) című mozifilmjében volt 1981-ben.
Első nagylemeze Grönemeyer címen 1979-ben jelent meg, majd ezt követte 1981-ben a Zwo című album. Egyik lemez sem volt sikeres. Az egyik koncertkörútján számos fellépést le is kellett mondania érdeklődés hiányában.
1983-ban, a Gemischte Gefühle című lemezt követően kiadója, az Intercord Ton GmbH sikertelenségre hivatkozva megszüntette a vele való együttműködést.
1984-ben már az EMI-nál jelent meg 4630 Bochum című nagylemeze, amely meghozta neki az átütő sikert. A lemez ebben az évben a legsikeresebb német album volt és összesen 79 hétig volt a legjobb száz között a slágerlistán.
1986-os Sprünge című lemezén politikai beütésű dalszövegekkel hívta fel magára a figyelmet, amelyekben Helmut Kohl akkori kancellárt és a kormánykoalíciót bírálta.
1993-ban megnősült. Felesége, Anna Henkel korábban már két közös gyermeküknek adott életet (Felix, 1987 és Marie, 1989).
Chaos című lemezét követően az MTV zenecsatorna első nem angol nyelven éneklő előadóként 1994-ben meghívta őt az MTV-Unplugged című műsorba, amelynek keretében akusztikus koncertet adott.
1998-ban, nem sokkal Bleibt alles anders elnevezésű albuma megjelenése előtt Londonba költözött családjával, ahol az év nagy részében azóta is él. Ebben az évben azonban két súlyos sorscsapás is érte, hiszen két nap leforgása alatt, november 3-án és november 5-én meghalt testvére, Wilhelm és felesége, Anna. Ezt követően több mint egy évig nem foglalkozott zenével.
2002 nyarán látott napvilágot Mensch című lemeze, amelyben megpróbálta zeneileg feldolgozni az őt ért tragédiákat. A kiadvány a megrendelések alapján már a megjelenés előtt platinalemez lett, és végül tízszeres platinalemez vált belőle. Ezzel ez lett Grönemeyer legsikeresebb nagylemeze. A címadó, Mensch című dallal pedig első alkalommal sikerült felkerülnie a német kislemez-slágerlisták élére is.
A nagy sikerű kiadványt 2002 és 2005 között több mint kétéves turnézás követte.
2006-ban Grönemeyer írta a Németországban megrendezett 2006-os labdarúgó-világbajnokság hivatalos indulóját Zeit, dass sich was dreht (angolul: Celebrate the Day, franciául Fetez cette journée) címmel, amelyet a Mali illetőségű Amadou & Mariam nevű duóval adott elő a megnyitó gálán Münchenben.
2007-ben jelent meg tizenkettedik stúdióalbuma, amely az egyszerű 12 címet viseli. Az azt követő turnén a német nyelvű országokon kívül fellépett Londonban és Amsterdamban is.
Legújabb, Schiffsverkehr című lemeze 2011 márciusában látott napvilágot. A tizenharmadik stúdióalbuma összesen tizenegy dalt tartalmaz.

## Lemezek
- Grönemeyer (1979)
- Zwo (1981)
- Total egal (1982)
- Gemischte Gefühle (1983)
- 4630 Bochum (1984)
- Sprünge (1986)
- Ö (1988)
- Luxus (1991)
- Chaos (1993)
- Bleibt alles anders (1998)
- Mensch (2002)
- 12 (2007)
- Was muss muss (best of-duplalemez, 2008)
- Schiffsverkehr (2011)
- Dauernd jetzt (2014)
- Tumult (2018)